# Perxe tapiat al carrer del Forn
El Perxe tapiat al carrer del Forn és una obra de la Fatarella (Terra Alta) inclosa a l'Inventari del Patrimoni Arquitectònic de Catalunya.

## Descripció
Perxe o pas tapiat al c/ del Forn, enfront de la baixada del Forn.
Arc dovellat rebaixat de 4 m de pas amb restes d'una gran obertura emmarcada amb carreus i llinda de pedra a la primera planta.
Les obertures de la façana s'han modificat i el perxe s'ha tancat i reduït en el seu pas.